# Château de La Tour du Pin
Pour les articles homonymes, voir La Tour du Pin.
Le château de la Tour du Pin est un château situé aux Bois d'Anjou, en France.

## Localisation
Le château est situé dans le département français de Maine-et-Loire, sur la commune des Bois d'Anjou, ancienne commune de Fontaine-Guérin.

## Description
Le château de la Tour du Pin est un édifice construit au bas Moyen Âge mais est un site fréquenté depuis l'âge du Néolithique par la présence d'un dolmen (détruit)  situé devant la ruine.
On relève d'une architecture avec une fenêtre géminée sur la façade principale, caractéristique du XIIe au XIIIe siècle.
L'édifice mesure 20 mètres de longueur pour 10 mètres de largeur et est situé à 48 mètres d'altitude au pied d'un sommet.
Le château est composé de 3 tours protégées par des meurtrières et son architecture fut modifiée jusqu'au XVe siècle.
Pour des raisons inconnues, le château est tombé en ruine (guerres de Cent Ans ?) et n'a pas su retrouver sa généalogie, ni son histoire.

## Historique
L'édifice est inscrit au titre des monuments historiques en 1926.